# Вечеллио, Франческо
Франче́ско Вече́ллио (итал. Francesco Vecellio; около 1475—1560) — итальянский художник эпохи раннего Возрождения, более известный как старший брат Тициана.
В молодости Франческо был солдатом. Как художник он был активен в 1520-1530-х годах в Венеции и по большей части в Кадоре; по стилю он был лишь скромным последователем своего брата. В 1524 году Вечеллио написал запрестольный образ в одной из церквей в современной коммуне Сан-Вито-Кадоре. С 1530 года он занялся семейными делами, что прервало его художественную деятельность. В 1540-х им был создан полиптих в Кандиде. Примерно тогда же он расписал часть органа в церкви Сан-Сальвадор в Венеции. Им также была нарисована картина «Благовещение» для церкви Сан-Никола-ди-Бари, сейчас находящаяся в венецианском музее академии.

## В культуре
Франческо Вечеллио появляется в Facebook-игре Assassin's Creed: Project Legacy. По сюжету, он был не только художником, а ещё и членом братства ассасинов.